# Pointe Noire (maison d'édition)
Pour les articles homonymes, voir Pointe-Noire.
En 1999, Hervé Manuguerra décide de créer une nouvelle structure éditoriale avec l'aide du dessinateur Eric Liberge à la suite de la disparition de sa première maison d'édition, Zone créative. Il contribue à faire connaître de nombreux auteurs qui par la suite vont signer chez Soleil, Dupuis, Glénat, Clair de Lune, Theloma ou encore  EP éditions. Marion Poinsot, par exemple, commence avec un album d'Héroic Fantasy avant de connaître le succès avec Le Donjon de Naheulbeuk.
En 2002, la maison d'édition dépose le bilan.

## Collections

### Aventure
- Les Apatrides
  1. La cérémonie
- Comme un vol de flamants
  1. Tome 1
  2. Tome 2
- Finn
  1. La forêt suspendue
- Razoredge
  1. Résurrection
- Sables rouges
  1. Ennemis !!
- Sangsuc
- Tongue Lash

### Polar
- Bushido
  1. Les Derniers Seigneurs
- Le Cercle
  1. Rodéo à Vegas[3]
- Demon Yäk de Tarek et Aurélien Morinière
  1. Schizophrénie sanglante[4]

### Fantastique
- Chaëlle[5] de Marion Poinsot
- Gabrielle
- Maître des cieux
  1. La Prophétie
- L'ombre des anciens
  1. Voir Flarbeuf et Déguerpir
- Relayer[6]

### P'tit Gibus
Cette collection a été dirigée par le scénariste Tarek :
- Chamouraï de Tarek, Le Grümph et Darwin
  1. Chamouraï et les 40 Raninns[7]
  2. La flûte des Ancêtres
- Les contes de par-ci de par-là
- Noémie
  1. L'héritage de la tante Adubon
- Professeur Stigmatus de Tarek et Lynel
  1. La lagune de Saint-Estève[8]
- Sherpa
  1. Un guépard à Lausanne
  2. Le maître des ânes

### Humour
- Aspic et Comac - Les Flingotrafiquants des Toto Brothers Company
  1. Combat de Coke
- Le Banni
  1. L'intégrale / Best œuf de Coucho
  2. lebanni.online.fr de Coucho
- Doron le Calvite
  1. Tome 1
  2. Tome 2
- La Guerre du fût
  1. Le Fléau
- P comme perso et M comme Moi !!

### Noir et blanc
Cette collection a été créée par Eric Liberge pour ses albums :
- Monsieur Mardi-Gras Descendres Intégrale
- Monsieur Mardi-Gras Descendres
  1. Bienvenue !
  2. Le Télescope de Charon
  3. Le pays des Larmes